# 新奧斯特里夫
49°37′55″N 23°34′13″E / 49.63194°N 23.57028°E
新奧斯特里夫（烏克蘭語：Новий Острів），是烏克蘭西部的村莊，隸屬利維夫州的桑比爾區。該村始建於1530年，面積4.56平方公里，海拔高度284米，2001年人口158，人口密度每平方公里34.69人。